# Алиса в Стране чудес (мультфильм, 1981)
«Али́са в Стране́ чуде́с» — советский трёхсерийный рисованный мультипликационный фильм-сказка режиссёра Ефрема Пружанского, снятый в 1981 году по мотивам одноимённой сказки английского писателя Льюиса Кэрролла на киностудии «Киевнаучфильм» (УССР) по заказу Государственного комитета СССР по телевидению и радиовещанию.

## Сюжет
Мультфильм является экранизацией не конкретно оригинальной книги Льюиса Кэрролла, а первой редакции его перевода, осуществлённого Ниной Демуровой (которая выступила консультантом фильма) в 1967 году. Сюжет существенно укорочен, но в то же время использует очень много прямых цитат из книги.
Девочка Алиса, сидя на берегу реки Темзы, читает книгу. Затем она через кроличью нору попадает в Страну чудес, где с ней происходят волшебные превращения и где она знакомится со странными обитателями: Чеширским Котом, Болванщиком, Мартовским Зайцем и другими.

### Отличия от книги
- Отсутствуют многочисленные сцены и такие персонажи, как Мышь, Додо, ящерка Билль, Кухарка, младенец-поросёнок и другие.
- В мультфильме Алиса, сидя на берегу реки Темзы, читает книгу. В первоисточнике это делает её старшая сестра, которая в мультфильме не появляется.
- В книге Белый Кролик изображён в жилете, на котором карман для часов, а в фильме — в камзоле.
- В фильме садовники красят красные розы в белый цвет, а в книге наоборот.
- Черепаха Квази и Грифон появляются только в эпизоде с игрой в крокет, но не произносят ни слова.
- В книге судьёй был Червонный Король, которого в мультфильме нет — роль судьи здесь выполняет Лещ.
- Как и в пластинке «Алиса в Стране чудес», в мультфильме усилена сатирическая линия повествования, выражается некоторое презрение к монархической форме власти.

## Создатели
- Автор сценария — Евгений Загданский
- Текст песен Вадима Левина
- Консультант — Нина Демурова
- Режиссёр — Ефрем Пружанский
- Художники-постановщики: Ирина Смирнова, Генрих Уманский
- Оператор — Александр Мухин
- Композитор — Евгений Птичкин
- Звукооператор — Израиль Мойжес
- Художники-мультипликаторы:
  - Наталья Марченкова
  - Нина Чурилова
  - Адольф Педан
  - Михаил Титов
- В фильме использована музыка Отторино Респиги и Луиджи Боккерини (в том числе и менуэт). Также использована музыка польского композитора Анджея Кожиньского (из саундтрека к фильму Анджея Вайды «Человек из мрамора») в исполнении электронной группы «ARP Life» (Польша) (в титрах не указана)
- Редактор — Светлана Куценко
- Директор картины — Елена Дубенко

## Роли озвучивали
- Марина Неёлова — Алиса / исполнение песни
- Ростислав Плятт — текст от автора
- Вячеслав Невинный — Белый Кролик (1 и 3 серии)
- Татьяна Васильева — Червонная Королева (2 и 3 серии)
- Рина Зелёная — Герцогиня (3 серия)
- Александр Бурмистров — Болванщик (2 и 3 серии)
- Евгений Паперный — Палач (2 серия) / Червонный Валет (3 серия)
- Георгий Кишко — Мартовский Заяц (2 и 3 серии) / садовник / ворон-присяжный / судья Лещ[1]
- Александр Ширвиндт — Чеширский Кот (2 серия)
- Мальвина Швидлер — Гусеница (2 серия)
- Людмила Игнатенко — мышь Соня (2 серия)

## Музыка
В конце мультфильма звучит отрывок из произведения Menuett, исполненный Hacki Tamás. Эта композиция является переработкой Minuet из String Quintet Луиджи Боккерини.

## Продолжение
В 1982 году режиссёр Ефрем Пружанский экранизировал и вторую книгу Льюиса Кэрролла об Алисе, сняв мультфильм «Алиса в Зазеркалье».

## Награды
- 1984 — мультфильмы «Алиса в Стране чудес» (1981) и «Алиса в Зазеркалье» (1982) советского режиссёра Ефрема Пружанского получили на Лондонском кинофестивале награду «За лучшую экранизацию Льюиса Кэрролла иностранным режиссёром»[2].